# Roman Procházka
Roman Procházka (Jaslovské Bohunice, 14 de marzo de 1989) es un futbolista eslovaco que juega en la demarcación de delantero para el F. C. Spartak Trnava de la Superliga de Eslovaquia.

## Selección nacional
Tras jugar en la selección de fútbol sub-21 de Eslovaquia, finalmente el 10 de agosto de 2011 hizo su debut con la selección absoluta en un encuentro amistoso contra Austria que finalizó con un resultado de 1-2 a favor del combinado eslovaco tras los goles de Juraj Kucka y Róbert Jež para Eslovaquia, y de Erwin Hoffer para Austria.

## Clubes
| Club                          | País            | Año       | Partidos | Goles |
| ----------------------------- | --------------- | --------- | -------- | ----- |
| F. C. Spartak Trnava          | Eslovaquia      | 2007-2012 | 151      | 14    |
| P. F. C. Levski Sofia         | Bulgaria        | 2012-2013 | 30       | 0     |
| F. C. Spartak Trnava (cedido) | Eslovaquia      | 2013-2014 | 35       | 7     |
| P. F. C. Levski Sofia         | Bulgaria        | 2014-2018 | 146      | 26    |
| F. C. Viktoria Plzeň          | República Checa | 2018-2020 | 46       | 12    |
| Górnik Zabrze                 | Polonia         | 2020-2021 | 44       | 0     |
| F. C. Spartak Trnava          | Eslovaquia      | 2021-     | 132      | 11    |

## Palmarés

### Títulos nacionales
| Título             | Club                 | País       | Año  |
| ------------------ | -------------------- | ---------- | ---- |
| Copa de Eslovaquia | F. C. Spartak Trnava | Eslovaquia | 2022 |
| Copa de Eslovaquia | F. C. Spartak Trnava | Eslovaquia | 2023 |
| Copa de Eslovaquia | F. C. Spartak Trnava | Eslovaquia | 2025 |